# 阿太菌目
阿太菌目（学名：Atheliales）是伞菌纲下的一个单型目，仅含阿太菌科（学名：Atheliaceae）一科。阿太菌目与阿太菌科都是W. Jülich于1981年描述的。据2008年时的估计，该科下有22个属、106个物种。

## 下属分类
本科包括以下属：
- 阿太菌科 Atheliaceae
- Byssocorticiaceae